# 生島勇輝
生島 勇輝（いくしま ゆうき、1984年4月4日  - ）は、日本の俳優、リポーター。東京都出身。FIRST AGENT所属。

## 略歴
- リポーターとして活動後、2011年に舞台に出演し俳優デビュー[4][3]。
- 東日本大震災をテーマにしたドキュメンタリードラマ『Kesennuma,Voices.』で主演を経験。
- 2020年 - 2021年、特撮ドラマ『仮面ライダーセイバー』に尾上亮 / 仮面ライダーバスター役としてレギュラー出演する[4]。

## 人物
- 父はフリーアナウンサーで司会者の生島ヒロシ[5]、弟はダンサー・俳優の生島翔[5]、叔父はスポーツライターの生島淳。
- 趣味はフットサル[2]。特技は和太鼓、英会話[2][1]。10代から20代のころまでラップをやっていたという[3]。
- 私立暁星高校 [2]、玉川大学芸術学部卒業[2]。
- 幼少時は『仮面ライダーBLACK RX』に夢中になり弟とライダーごっこをしていた[4][3]。その後、サッカーを小学生のころに始めてからはヒーローがサッカー選手になっていって、仮面ライダーからは離れていったが、役者を志すようになってからは作品を仕事として意識するようになったという[3]。36歳でのライダー役抜擢に責任重大と気を引き締め、アクションシーンのためキックボクシングジムに通い始めており[4]、大剣を常に担ぐことから、2020年年末までは沢山食べ、知り合いのトレーナーに頼んで筋トレをして体を大きくしたという[3]。
- 2021年5月31日より桂歌春が主任となる余一会「ファミリー寄席」で父ヒロシと共にアマチュア落語家としてデビューしている[6][7]。
- 2024年7月、一般女性と結婚[8]。

## 出演

### 映画
- はやぶさ 遥かなる帰還（2012年2月11日、東映）
- 図書館戦争シリーズ（東宝）
  - 図書館戦争（2013年4月27日）
  - 図書館戦争 THE LAST MISSION（2015年10月10日）
- スターティング・オーヴァー（2013年6月22日、アートポート）
- 鐘楼のふたり（2013年7月19日）
- ガチバン エクスペンデッド（2013年10月19日、AMGエンタテインメント）
- バスジャック（2014年2月8日、オールインエンタテインメント）ｰ 近藤ヒロ 役
- 相棒 -劇場版III- 巨大密室! 特命係 絶海の孤島へ（2014年4月26日、東映） - 三橋謙 役
- 闇金ウシジマくん Part2（2014年5月16日、東宝映像事業部/S・D・P） - 田所 役
- 花蓮〜かれん〜（2014年11月22日、Candidisland）
- 山本慈昭 望郷の鐘 満蒙開拓団の落日（2015年1月17日公開、現代ぷろだくしょん）
- 悼む人（2015年2月14日、東映）
- アウターマン（2015年12月5日、アールツーエンタテインメント） - 原彰夫 役
- さらば、ダイヤモンド（2018年2月24日、アールツーエンタテインメント）
- 麻雀放浪記2020（2019年4月5日、東映）
- カツベン!（2019年12月13日、東映）
- Fukushima 50（2020年3月6日、松竹、KADOKAWA）
- 劇場短編 仮面ライダーセイバー 不死鳥の剣士と破滅の本（2020年12月18日、東映） - 尾上亮 / 仮面ライダーバスター 役[9]
- セイバー+ゼンカイジャー スーパーヒーロー戦記（2021年7月22日、東映） - 尾上亮 / 仮面ライダーバスター 役[10]
- 仮面ライダー ビヨンド・ジェネレーションズ（2021年12月17日、東映） - 尾上亮 / 仮面ライダーバスター 役[11]
- コーヒーはホワイトで（2024年2月16日、AMGエンタテインメント） - 亀山尚 役[12][13]
- 劇場版「緊急取調室 THE FINAL」（2025年12月26日公開予定、東宝） - しんじ 役[14][15][16]

### テレビ番組
- とびっきり!しずおか（2008年、 静岡朝日テレビ） - レポーター
- 未来ビジョン 元気出せ!ニッポン!（2010年、BS11） - レポーター

### テレビドラマ
- Kesennuma, Voices. 東日本大震災復興特別企画〜堤幸彦の記録〜（2012年3月11日、CS TBSチャンネル） - 主演
  - Kesennuma, Voices.2 東日本大震災復興特別企画〜2012 堤幸彦の記録〜（2013年3月11日）
  - Kesennuma, Voices.3 東日本大震災復興特別企画〜2013 堤幸彦の記録〜（2014年3月11日）
  - Kesennuma, Voices.4 東日本大震災復興特別企画〜2014 堤幸彦の記録〜（2014年3月11日）
  - Kesennuma, Voices.5 東日本大震災復興特別企画〜2015 堤幸彦の記録〜（2015年3月11日）
  - Kesennuma, Voices.6 東日本大震災復興特別企画〜2016 堤幸彦の記録〜（2016年3月11日）
  - Kesennuma, Voices.7 東日本大震災復興特別企画〜2017 堤幸彦の記録〜（2017年3月11日）
- 水曜ミステリー9 （テレビ東京）
  - 葬儀屋松子の事件簿3（2013年8月28日）
  - 監察医 篠宮葉月 死体は語る15」（2014年8月27日）
- 土曜ワイド劇場  （テレビ朝日）
  - 私は代行屋!シリーズ 第2・3・4作（2013年11月2日・2014年11月15日・2015年8月22日） - 柴田明良 役
  - デパート仕掛け人!天王寺珠美の殺人推理8（2015年3月21日）
  - 広域警察6（2015年6月27日） - 小山剛史 役
- 緊急取調室（2014年1月 - 3月、テレビ朝日） - しんじ 役
  - ドラマスペシャル 緊急取調室（2015年9月27日、テレビ朝日）
  - 緊急取調室 シーズン2（2017年4月 -  6月、テレビ朝日）
  - 緊急取調室 シーズン3（2019年4月 - 6月 、テレビ朝日）
  - 緊急取調室 シーズン4（2021年7月8日 - 、テレビ朝日）
  - 新春ドラマスペシャル「特別招集 2022 8億円のお年玉」（2022年1月3日）
- 月曜名作劇場 オバチャン保険調査員 赤宮楓のマル秘事件簿～お金のズルは許さない（2017年8月21日、TBS） - 闇金従業員 役
- 新春ワイド時代劇大江戸捜査網2015〜隠密同心、悪を斬る!（2015年1月2日、テレビ東京）
- 医師たちの恋愛事情（2015年4月9日 - 6月18日、フジテレビ） - 谷健史 役
- ホテルコンシェルジュ（2015年9月15日 - 9月22日、TBS） - 社長秘書 役
- ドラマ特別企画 図書館戦争 BOOK OF MEMORIES（2015年10月5日、TBS）
- 視覚探偵 日暮旅人（2015年11月20日、日本テレビ） - 先輩ディレクター 役
- 逃げる女（2016年1月9日 - 2月13日、NHK） - 山下刑事 役
- ゴールドウーマン（2016年5月28日、テレビ朝日） - 職員 役
- 松本清張ドラマスペシャル・地方紙を買う女〜作家・杉本隆治の推理（2016年、テレビ朝日）
- 神の舌を持つ男（2016年7月8日、TBS） - 益子 役
- SR サイタマノラッパー 〜マイクの細道〜第10話（2017年6月24日､テレビ東京）
- 遺留捜査 第4シリーズ 第4話（2017年8月3日、テレビ朝日） - 佐伯良治 役
- ドラマスペシャル 最上の命医 2017（2017年8月23日、テレビ東京） - 脳外科部長側近 役
- 名奉行!遠山の金四郎（2017年9月25日・2018年8月13日、TBS） - 為七 役
- 連続ドラマW 石つぶて ～外務省機密費を暴いた捜査二課の男たち～（2017年11月5日 - 12月24日、WOWOW） - 山崎孝太 役
- 荒神（2018年2月17日、NHK BSプレミアム） - 太一郎 役
- 逃亡花（2018年4月15日 - 7月8日、BSジャパン） - 小園井綱男 役
- 結婚相手は抽選で（2018年10月6日 - 11月24日、東海テレビ） - 塚田晃
- クロスロード3 群衆の正義 第1・4話（2018年12月2日・23日、NHK BSプレミアム） - 記者 役
- スローな武士にしてくれ〜京都 撮影所ラプソディー〜（2019年3月23日、NHK BSプレミアム） - 佐野太郎 役
- お父さんと私の“シベリア抑留”-『凍りの掌』が描く戦争-（2019年8月10日、NHK BSプレミアム） - 漫画仲間　役
- 特命刑事 カクホの女2（2019年10月18日 - 12月6日、テレビ東京） - 磯貝宏行 役
- Wの悲劇（2019年11月23日、NHK BSプレミアム） - 並木譲司 役
- CODE1515 第6話（2020年6月14日 、BSフジ） - 刑事 役
- 銀座黒猫物語 第6話 奈可久 編（2020年8月20日、関西テレビ 他） - 村上 役
- 仮面ライダーセイバー（2020年9月20日 - 2021年8月29日、テレビ朝日） - 尾上亮 / 仮面ライダーバスター 役[17]
- 特捜9 season4 第5話（2021年5月5日、テレビ朝日） - 小松義之 役
- 理想ノカレシ（2022年6月1日 - 7月20日、TBS） - 澤村一太 役[18]
- ホテルマン東堂克生の事件ファイル〜日光鬼怒川温泉殺人事件〜（2023年3月18日、BS-TBS） - 吉沢保 役[19]
- ノッキンオン・ロックドドア 第2話・第3話（2023年8月5日・12日、テレビ朝日） - 川岸俊哉 役
- わが家は楽し（2025年3月13日、TBS） - タクシー運転手 役[20]

### 配信ドラマ
- アウトサイダー（2018年3月9日、Netflix）
- SICK'S 恕乃抄 〜内閣情報調査室特務事項専従係事件簿〜（2018年4月1日 - 8月11日、Paravi）
- 仮面ライダーセイバー スピンオフ 剣士列伝 第1話 - 3話（2020年11月8日 - 12月6日、TELASA） - 尾上亮 / 仮面ライダーバスター 役[21][注釈 1]
- 仮面ライダーセイバースピンオフ 仮面ライダーサーベラ&仮面ライダーデュランダル（2022年11月20日、東映特撮ファンクラブ） - 尾上亮 役

### 舞台
- 時計〜僕がいる理由（2011年）
- KIRA〜赤穂事件推理帳〜（2012年）
- 2012 Air studio Produce 戦後67年を飛び越えて『Kiss Me You 〜頑張ったシンプー達へ〜』（2012年）
- 九頭の讃美歌。そして十字架。時々、晴れ。（2012年）
- かたつむり第参部 完結編『彼岸花ノ章』（2012年）
- PRIDE（2013年）
- 12人の怒れる男（2013年）
- ろまんす（2013年）
- 〜天翔る盗賊〜 石川五右衛門（2014年）
- 空から降る小さな愛（2014年）
- 大塚ヒロタのテアトロコメディア・デラルテ 『スリーカピターノス』 （2021年12月3日 - 2021年12月5日・ キーノートシアター）-カピターノバスター、会社員の男性 役
- 浪漫舞台 新装『走れメロス』 〜小説 太宰 治〜（2022年3月5日・6日、森ノ宮ピロティホール / 2022年3月12日 - 21日、自由劇場） - 檀一雄 役[22]
- 大塚ヒロタのテアトロコメディア・デラルテ 『ヴァレンティーノの死』 （2022年12月7日 - 2021年12月11日・ 下北沢「劇」小劇場）-カピターノバスター 役
- 大塚ヒロタのテアトロコメディア・デラルテ 『東京ハッピーランド』 （2023年8月2日 - 2023年8月6日・ 下北沢「劇」小劇場）-カピターノボンボン 役
- みんな出ておいで〜（2024年3月5日 - 10日、DDD青山クロスシアター）[23]

### CM
- スズキ・ワゴンR 〜20周年記念・祝福篇〜（2013年）

### ラジオ
- チャレンジレンジ（FM Salus、2008年） - パーソナリティ
- 生島企画室presents「カモン！エヴリバディ」（ミュージックバード、2024年7月6日 - 2025年1月25日）

### オリジナルビデオ
- てれびくん超バトルDVD 仮面ライダーセイバー 集え！ヒーロー!!爆誕ドラゴンてれびくん（2021年） - 尾上亮 / 悪尾上 役
- ソードオブロゴスサーガ 前編（2021年） - 尾上亮 役
- 仮面ライダーセイバー 深罪の三重奏（2022年） - 尾上亮 役

### Webアニメ
- 別冊 仮面ライダーセイバー 短編活動萬画集 第3集・4集（2021年3月28日・5月2日、東映特撮ファンクラブ） - 尾上亮 役

### ゲーム
- 仮面ライダーバトル ガンバライジング（2020年10月、アーケード） - 仮面ライダーバスター 役[24]
- 仮面ライダー シティウォーズ（2020年、iOS・Android） - 仮面ライダーバスター 役[25]
- 仮面ライダーバトル ガンバレジェンズ（2023年、アーケード） - 仮面ライダーバスター 役

### 玩具
- 仮面ライダーセイバー DXワンダーオールマイティワンダーライドブック（2022年2月） - 尾上亮 / 仮面ライダーバスター 役